# Yabe Hisakatsu

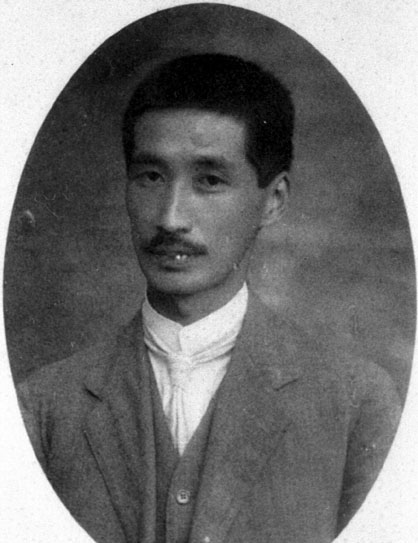
Yabe Hisakatsu (um 1913)

Yabe Hisakatsu (japanisch 矢部 長克; * 3. Dezember 1878 in der Präfektur Tokio; † 23. Juni 1969 in der Präfektur Tokio) war ein japanischer Paläontologe und Geologe.

## Leben
Yabe kam durch die Lektüre des Paläontologie-Lehrbuchs von Karl Alfred von Zittel dazu, ab 1898 an der Kaiserlichen Universität Tokio Geologie, Mineralogie und Paläontologie zu studieren mit dem Abschluss 1901. Er forschte danach an der Kaiserlichen Universität, wurde 1906 Instructor und war ab 1908 in Europa bei Wilhelm von Branca und Karl Diener. Danach war er Professor für Geologie an der Universität Tōhoku, wo er das Institut für Geologie und Paläontologie aufbaute. Von ihm stammen über 500 Veröffentlichungen über ein breites Themengebiet in Geologie, Geophysik (Erdbeben, Seismologie), Geomorphologie und Paläontologie (auch zur Paläobotanik).
1920 wurde er Mitglied des nationalen Forschungsrats in Japan. 1914 wurde er korrespondierendes Mitglied der k.k. Geographischen Gesellschaft in Wien und er war auswärtiges Mitglied der Paleontological Society, der Chinesischen Geologischen Gesellschaft und der russischen paläontologischen Gesellschaft, Ehrenmitglied der California Academy of Sciences und der Paläontologischen Gesellschaft Japans.
1952 wurde er als Person mit besonderen kulturellen Verdiensten und 1953 mit dem Kulturorden ausgezeichnet.